# زيكسل
شركة زيكسل للاتصالات (بالإنجليزية: Zyxel Communications Corporation)‏ (/ˈzaɪsɛl/ ZY-sel) (بالصينية: 合勤科技; البينيين: Héqín Kējì)، وهي شركة تابعة لمجموعة شركات زيكسل (بالإنجليزية: Zyxel Group Corporation)‏، هي شركة تايوانية متعددة الجنسيات تقدم خدمات النطاق العريض ومقرها في حديقة هسينشو للعلوم ، تايوان . تأسست الشركة في عام 1989 على يد شون-آي تشو، ولديها ثلاثة مراكز أبحاث وأربعة مقارات إقليمية و35 مكتباً فرعياً. وتمتلك الشركة مجموعة من منتجات الوصول إلى النطاق العريض للهواتف المحمولة والخطوط الثابتة. في عام 2020، أطلقت زيكسل للاتصالات منتجات WiFi 6 و5G.
تعمل زيكسل عادةً كصانع معدات أصلية (OEM) لمزودي خدمات الإنترنت أو متخصصي تكامل الأنظمة. من الشائع أن يحصل مستخدم DSL على مودم DSL  يحمل العلامة التجارية لمزود خدمة الإنترنت الخاص به؛ على سبيل المثال، يقوم إيرث لنك بتوزيع أجهزة مودم ZyXEL ADSL التي تحتوي على اللاحقة "-ELINK" في نهاية رقم الطراز، وتحتوي شاشات التكوين على شعار Earthlink. إضافة إلى تخصيص شاشات التكوين مع هوية شركة مزود خدمة الإنترنت هي القدرة على تحديد قيم التكوين الافتراضية المناسبة لشبكتك، مما يبسط تكوين إعادة توجيه العناوين إلى عميل جديد.
ولكن هذا قد لا يرضي المستخدم المتقدم. على سبيل المثال، في إسبانيا أبلغ العديد من المستخدمين عن مشكلات في الطرز المخصصة لتليفونيكا، لذلك يفضلون تحديث الجهاز باستخدام البرنامج الثابت الرسمي من زيكسل.
في عام 2020، تم اكتشاف أن جدران الحماية زيكسل ووحدات التحكم في نقطة الوصول تحتوي على أبواب خلفية. تم تعيين كلمة مرور لحساب الوصول الداخلي باسم المستخدم zwyfp والتي كانت مرئية كنص عادي في ملف ثنائي، ولا تزال موجودة إذا لم يتم تحديث البرنامج الثابت.

## تاريخ الشركة
- 1988 - مؤسس شركة زيكسل، الدكتور شون-آي تشو، بدأ العمل في مقاطعة تاويوان ، تايوان في عام 1988. استأجر الدكتور تشو شقة في تاويوان كمختبر وبدأ في تطوير مودم تناظري في عام 1988
- 1989 – تم إنشاء المقر الرئيسي في حديقة سين شو للعلوم، تايوان في عام 1989
- 1992 – إطلاق أول جهاز متكامل للصوت/الفاكس/المودم في العالم
- 1995 – أول مودم تناظري/رقمي شبكة رقمية للخدمات المتكاملة (ISDN) في العالم
- 1998 - إطلاق ZyNOS (نظام تشغيل الشبكة ZyXEL)
- 1999 - أول راوتر PPPoE ADSL في العالم[12]
- 2004 – أول بوابة ADSL2+ في العالم
- 2005 – إطلاق ZyXEL ZyWALL P1 أول جدار حماية شخصي محمول بحجم كف اليد في العالم
- 2009 – أول حل شامل للألياف النشطة جيجابت في العالم وبروتوكول الإنترنت (الإصدار السادس) من فئة Telco
- 2010 – أول عملية تحقق من البصمة الكربونية في العالم على منتج VDSL2 CPE
- 2014 – أول جهاز CPE صغير الخلية متوافق مع UMTS 802.11ac في العالم
- 2016 - حصل على جائزة أفضل العلامات التجارية العالمية التايوانية الرابعة عشرة على التوالي [13]
- 2019 – إنفصلت شركة زيكسيل للشبكات عن شركة زيكسل للاتصالات.[14]

## منتجات
تقوم بتسويق منتجاتها للمستهلكين والشركات ومزود خدمة التطبيقات، وما إلى ذلك. تتمتع بحضور قوي في سوق أجهزة التوجيه، جدار الحماية شبكة خاصة افتراضية VPN لـ شركات صغيرة ومتوسطة. تستخدم منتجاتها برنامج ثابت ZyNOS.
ويتضمن خط إنتاجها الحالي ما يلي:
- إيثرنت مبدل شبكة
- جهاز التوجيه إيثرنت معدات أماكن العملاء
- منتجات الصوت عبر بروتوكول الإنترنت مثل أجهزة محولات الهاتف التناظرية وهواتف Wi-Fi
- أجهزة حماية الشبكات مثل جدار الحماية، ومكثفات شبكة خاصة افتراضية VPN، ومنع وكشف التسلل إلى الشبكة.
- ADSL، SDSL، VDSL DSLAM
- ADSL، SDSL، VDSL مودم/جهاز التوجيه
- جهاز التوجيه والمحولات الطرفية ISDN
- التناظرية مودم
- الكابل جهاز التوجيه/المودم
- الخطوط الكهربائية إيثرنت جسر
- لاسلكي AP، جهاز التوجيه وجسر
- محولات العميل جهاز التوجيه وWiMAX
- التخزين الشبكي

تم تصميم سلسلة ZyWALL الخاصة بها لحماية التطبيقات في بيئات متعددة، بدءًا من الشركات الصغيرة والمتوسطة الحجم وحتى المستخدمين المنزليين والتطبيقات المدرسية. توفر سلسلة ZyWALL جدار حماية قويًا لحماية شبكتك، وتضمن اتصالاً آمنًا لـ الأعمال التجارية الإلكترونية.
المميزة في معدات زيكسل الإحترافية هي نظام تشغيل الشبكة القابل للتطوير في الوقت الفعلي ZyNOS (نظام التشغيل ZyXEL Netwok)، والذي يُستخدم بنجاح اليوم في المنزل والأعمال للإنترنت. تم إصدار الإصدار الأول من ZyNOS في عام 1998، كمنافس لنظام سيسكو الناجح Cisco IOS.

## أشهر أجهزة المودم

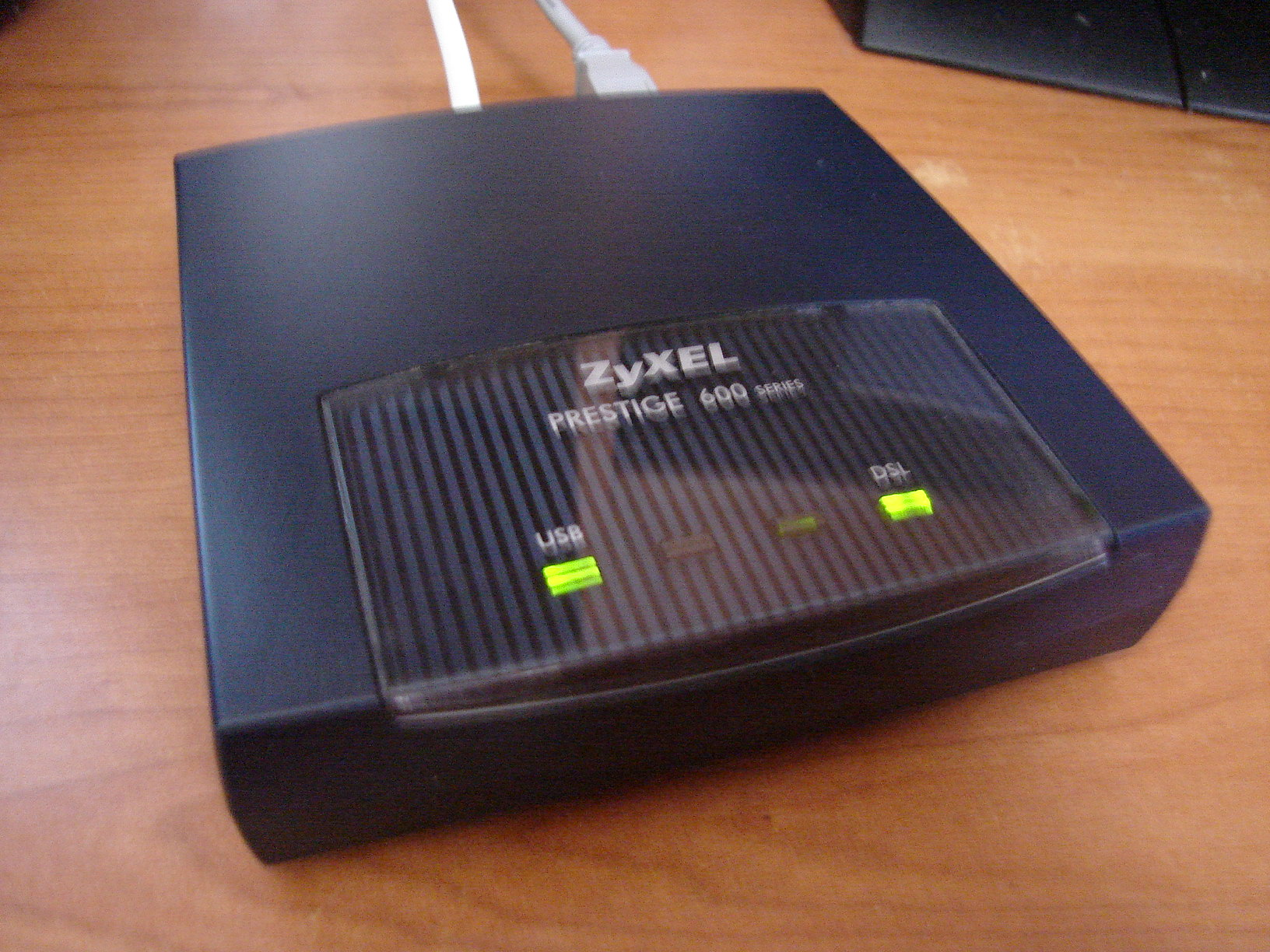
مودم ZyXEL Prestige 600 series DSL.

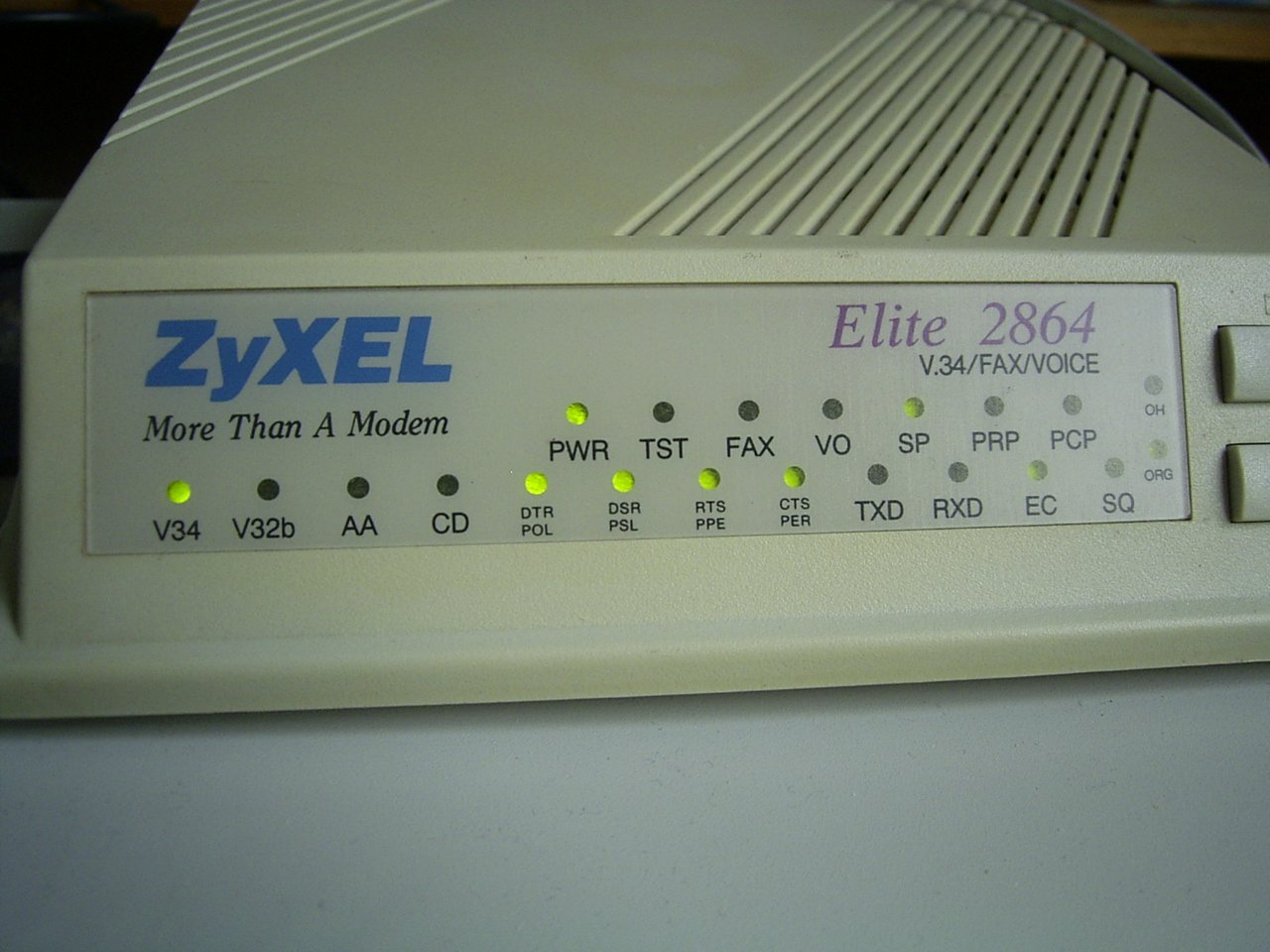
مودم ZyXEL Elite 2864.

أحد أشهر أجهزة المودم تاريخياً هو ZyXEL Elite 2864، والذي تم تسويقه من عام 1995 إلى عام 1999.

## انظر أيضّاً
- دي - لينك

## وصلات خارجية
- الموقع الرسمي